# رزیدنت ایول: زندگی پس از مرگ
رزیدنت ایول: زندگی پس از مرگ (به انگلیسی: Resident Evil: Afterlife) یک فیلم اکشن ترسناک سه‌بعدی محصول مشترک آمریکا، بریتانیا و آلمان و به نویسندگی و کارگردانی پل دبلیو. اس. اندرسون است که در ۱۰ سپتامبر ۲۰۱۰ اکران شد. این فیلم دنبالهٔ مستقیم رزیدنت ایول: انقراض (۲۰۰۷)، و چهارمین قسمت از مجموعه فیلم‌های رزیدنت ایول محسوب می‌شود که بر اساس مجموعه بازی‌های ویدئویی ترس و بقا شرکت کپ‌کام، رزیدنت ایول ساخته شده است. میلا یوویچ، الی لارتر، کیم کوتس، شان رابرتس، اسپنسر لاک، بوریس کوجو و ونتورث میلر از بازیگران فیلم هستند.
رزیدنت ایول: زندگی پس از مرگ در ۱۰ سپتامبر ۲۰۱۰، در ایالات متحده به نمایش در آمد، و به‌طور کلی با واکنش‌های نامطلوبی از سوی منتقدان همراه بود. با وجود این ۳۰۰ میلیون دلار در سراسر جهان فروش کرد در حالی که ۶۰ میلیون دلار بودجه ساخت آن بوده است. پس از آن دنباله‌ای تحت عنوان رزیدنت ایول: قصاص در سال ۲۰۱۲ منتشر شد.

## داستان
داستان این فیلم در ادامهٔ فیلم‌های قبلی رزیدنت ایول است و از آنجا شروع می‌شود که آلیس با تعدادی از همسانان خود (که در فیلم سوم ساخته بود) به مرکز فرماندهی آمبرلا حمله می‌کند و پس از تلاش برای کشتن آلبرت وسکر، وسکر از دست او فرار می‌کند. در ادامه آلیس به شهر آرکیدیا می‌رود آنجا را خالی از سکنه می‌بیند اما همراه قدیمی خود یعنی کلر ردفیلد را پیدا می‌کند آنها به لس آنجلس می‌روند و با گروهی بازمانده آشنا می‌شوند که کریس ردفیلد برادر کلر در بین آنهاست. آلیس پی می‌برد که آرکیدیا شهر نیست بلکه کشتیی است که در نزدیکی ساختمان بازماندگان قرار گرفته است. آنها با کشتی می‌روند اما کشتی یک حقه برای بدام انداختن آنها بود. در پایان آلیس وسکر را می‌کشد و برای دنیا پیغام می‌فرستد. فیلم با حرکت چندین هواپیمای بزرگ آمبرلا به کشتی تمام می‌شود.

## بازیگران
- میلا یوویچ در نقش آلیس و همسان‌های او
- الی لارتر در نقش کلر ردفیلد
- ونتورث میلر در نقش کریس ردفیلد
- شان رابرتس در نقش آلبرت وسکر
- بوریس کوجو در نقش لوتر وست
- کیم کوتس در نقش بنت سینکلر
- سرجیو پریس-منچتا[۴] در نقش آنجل اورتیز
- کیسی کلارک[۵] در نقش کریستال واترز
- نورمن یونگ[۶] در نقش کیم یونگ
- اسپنسر لاک در نقش کی-مارت
- میکا ناکاشیما در نقش دختر جی-پاپ
- ریموند اولوبوال[۷] در نقش مرد تبری
- سیه‌نا گیلری در نقش جیل ولنتاین
- سرخیو پریس-منچتا